# Karel Teissig
Karel Teissig (19. dubna 1925, Unhošť – 1. října 2000, Praha) byl český akademický malíř, ilustrátor, grafik, typograf a kurátor výstav.

## Život
Karel Teissig nejprve studoval v letech 1943–1945 na Malířské škole Spolku výtvarných umělců Mánes a pak na Akademie výtvarných umění v Praze u profesora Vratislava Nechleby, kterou absolvoval roku 1950. Své vzdělání pak dokončil jako stipendista na Královské akademii (Académie Royale des Beaux-Arts) v Bruselu roku 1951.
V tvorbě prošel několika vývojovými etapami od rané expresivní barevnosti až po černobílý rukopis, důraz na detail a zapojení koláže. Věnoval se zejména knižním ilustracím a plakátové tvorbě. V letech 1959–1989 vytvořil dvaaosmdesát filmových plakátů, dvacet divadelních (pro Smetanovo divadlo, Národní divadlo a Semafor) a byl jedním z propagátorů koláže v plakátovém umění. Za plakát Burziáni obdržel roku 1963 mezinárodní cenu Toulose Lautreca.
V malbě se věnoval zejména zátiším, portrétům a figurální tvorbě, a je také autorem knih o kresbě a kresebných technikách. Při tvorbě ilustrací používal především perokresbu, škrábanou techniku v nitrolaku, domalovávanou koláž, pastel, kvaš nebo monotyp.

## Vlastní odborné knihy
- O kresbě, základy kreslířských technik, Mladá fronta, Praha 1982, společně s Ivanem Hrdinou.
- Technika kresby, Artia, Praha 1986, znovu pod názvem Kresba, Aventinum, Praha 2010.

## Z knižních ilustrací

### Česká literatura
| - Konstantin Biebl: S kotvou věrnosti (1983), - Václav Cibula: Cid a jeho věrní (1978), - Václav Dušek: Tuláci; Dny pro kočku (1983), - Miroslav Florian: Závrať (1957), - Norbert Frýd: Don Juan jde do divadla (1976), - Ladislav Fuks: Variace pro temnou strunu (1978), - Jaroslav Havlíček: Ta třetí (1988), - Ignát Herrmann: U snědeného krámu (1964), - Josef Heyduk: Hoch a džbán (1961), - František Kožík: Na křídlech větrného mlýna (1989), - František Kožík: Neklidné babí léto (1990), - Ladislav Mňačko: Smrt si říká Engelchen (1962), - Vítězslav Nezval: Vyzvání na cestu (1976), - Karel Nový: Železný kruh (1975), - Jan Otčenášek: Občan Brych (1956), - Jan Otčenášek: Romeo, Julie a tma (1958), - Mirko Pašek: Start a cíl (1956), | - Mirko Pašek: Sto dvacet krásek (1967), - Eduard Petiška: Báje a pověsti starého Egypta a Mezopotámie (1979), - Eduard Petiška: Příběhy, na které svítilo slunce (1967), - Eduard Petiška: Příběhy tisíce a jedné noci (1986), - Eduard Petiška: Večeře s milionáři a jiné události (1979), - Zdeněk Pluhař: Mraky táhnou nad Savojskem (1964), - Karel Ptáčník: Ročník jedenadvacet (1958), - Marie Pujmanová: Lidé na křižovatce (1958), - Václav Řezáč: La bella Boema (1979), - Valja Stýblová: Mne soudila noc 1985), - František Xaver Svoboda: Světla života 1968), - Miroslav Slach: Dostavník do Výmaru (1982), - Růžena Svobodová: Písčitá půda (1960),v - Fráňa Šrámek: Stříbrný vítr (1957),v - Vladimír Šustr: Chudý milionář (1973), - Josef Toman: Sokrates (1987), - Jaroslav Raimund Vávra: Tvrdá pěst Tuáregů (1950). |

### Světová literatura
| - Georges-Jean Arnaud: Mzda za strach (1955), - Honoré de Balzac: Třicetiletá (1982), - Bertolt Brecht: Krejcarový román; Obchody pana Julia Caesara 1973), - Charles Dickens: Zlé časy (1953), - Fjodor Michailovič Dostojevskij: Chudí lidé; Hráč (1953), - Fjodor Michailovič Dostojevskij: Výrostek (1974), - Ilja Erenburg: Devátá vlna (1954), - Ilja Erenburg: Pád Paříže (1954), - William Faulkner: Neodpočívej v pokoji (1958), - John Fowles: Francouzova milenka (1976), - Anatole France: Povídky rozmarné a jiné (1956), - Benito Pérez Galdós: Doña Perfecta (1959), - Erle Stanley Gardner: Státní zástupce si dovede posvítit (1970), - Edmond de Goncourt: Germinie Lacerteuxová (1976), - Richad Gordon: Doktor v domě (1969), - Alexandr Grin: Cesta nikam (1960), - Alexandr Grin: Jessie a Morgiana (1982), - Alexandr Grin: Zlatý řetěz (1959), - Ernest Hemingway: Komu zvoní hrana (1987), - DuBose Heyward: Porgy (1964), - Victor Hugo: Devadesát tři (1967), - Agatha Christie: Pan Poirot se vrací (1976), - Ivan Antonovič Jefremov: Na konci světa (1952), | - Mária Kosová: Afrikanische Märchen (1970), - Nikolaj Semjonovič Leskov: Lady Macbeth mcenského újezdu (1962), - Jack London: Jerry z ostrovů (1949), - Guy de Maupassant: Nezvaní hosté (1953), - Herman Melville: Má první plavba (1949), - Edgar Allan Poe: Zlatý skarabeus (1979), - Alexandr Sergejevič Puškin: Bělkinovy povídky (1965), - Boleslaw Prus: Farao (1950), - Sergej Nikolajevič Sergejev-Censkij: Sevastopolská epopej (1954), - Walter Scott: Ivanhoe (1957), - William Shakespeare: Půjčka za oplátku (1967), - Stendhal: Věznice parmská (1973), - Robert Louis Stevenson: Únos; Katriona (1985), - Robert Teldy Naim: Sedm sluncí na sněhu (1962), - Lev Nikolajevič Tolstoj: Hadži Murat (1962), - Bruno Traven: Loď mrtvých (1968), - Elsa Trioletová: Bílý kůň (1968), - Mark Twain: Cesty Toma Sawyera; Tom Sawyer detektivem (1949), - Ivan Sergejevič Turgeněv: Otcové a děti (1970), - Edgar Wallace: Mrtvé oči Londýna (1985), - Franz Werfel: Dům smutku (1970), - Émile Zola: Nana (1985). |